# CIM-10 Capítol II: Neoplàsies
| Capítol | Codis   | Títol |
| ------- | ------- | --- |
| I       | A00-B99 | Certes malalties infeccioses i parasitàries                                                                  |
| II      | C00-D48 | Neoplàsies                                                                                                   |
| III     | D50-D89 | Malalties de la sang i dels òrgans hematopoètics i altres trastorns que afecten el mecanisme de la immunitat |
| IV      | E00-E90 | Malalties endocrines, nutricionals i metabòliques                                                            |
| V       | F00-F99 | Trastorns mentals i del comportament                                                                         |
| VI      | G00-G99 | Malalties del sistema nerviós                                                                                |
| VII     | H00-H59 | Malalties de l'ull i els seus annexos                                                                        |
| VIII    | H60-H95 | Malalties de l'oïda i de l'apòfisi mastoide                                                                  |
| IX      | I00-I99 | Malalties del sistema circulatori                                                                            |
| X       | J00-J99 | Malalties del sistema respiratori                                                                            |
| XI      | K00-K93 | Malalties de l'aparell digestiu                                                                              |
| XII     | L00-L99 | Malalties de la pell i el teixit subcutani                                                                   |
| XIII    | M00-M99 | Malalties del sistema osteomuscular i del teixit connectiu                                                   |
| XIV     | N00-N99 | Malalties de l'aparell genitourinari                                                                         |
| XV      | O00-O99 | Embaràs, part i puerperi                                                                                     |
| XVI     | P00-P96 | Certes afeccions originades en el període perinatal                                                          |
| XVII    | Q00-Q99 | Malformacions congènites, deformitats i anomalies cromosòmiques                                              |
| XVIII   | R00-R99 | Símptomes, signes i troballes anormals clíniques i de laboratori, no classificats en un altre lloc           |
| XIX     | S00-T98 | Traumatismes, enverinaments i algunes altres conseqüències de causa externa                                  |
| XX      | V01-Y98 | Causes externes de morbiditat i de mortalitat                                                                |
| XXI     | Z00-Z99 | Factors que influeixen en l'estat de salut i contacte amb els serveis de salut                               |
| XXII    | O00-U99 | Codis per a situacions especials                                                                             |

La 10a Revisió de la Classificació Estadística Internacional de les Malalties i Problemes de Salut Relacionats (CIM-10) és una codificació de malalties, trastorns, signes, símptomes, troballes anormals, denúncies, circumstàncies socials i causes externes de lesions o malalties, segons la classificació de l'Organització Mundial de la Salut (OMS). Aquesta pàgina conté la llista de problemes del capítol II de la CIM-10: Neoplàsies. 
- Sols apareixen els problemes codificats amb la lletra del capítol i dos dígits (per exemple A00), amb tres dígits (separada l'últim dígit per un punt, per exemple A04.0), i rarament amb quatre dígits.
- S'han exclòs els problemes de més de dos dígits que fan referència a "altres" problemes especificats (però no definits) o a problemes no especificats; aquests dos casos corresponen, respectivament, als dígits finals 8 i 9.
- També s'han exclòs els problemes de més de dos dígits que no aporten problemes de salut "diferents" dels de l'enunciat principal i que sols modifiquen "qualitativament" el problema de salut al qual fan referència. Per exemple: A00 és el codi pel còlera, però no s'han presentat els codis A00.1 i A00.2 que diferencien el còlera segons dos tipus de bacteri que el provoquen.

## C00-C97 - Neoplàsies malignes

### (C00-C14) Neoplàsies malignes de llavi, cavitat oral i faringe
- (C00) Neoplàsia maligna de llavi
- (C01) Neoplàsia maligna de base de la llengua
- (C02) Neoplàsia maligna d'altres parts de la llengua i de parts de la llengua no especificades
  - (C02.0) Neoplàsia maligna: Superfície dorsal de la llengua
  - (C02.1) Neoplàsia maligna: Vora de la llengua
  - (C02.2) Neoplàsia maligna: Superfície ventral de la llengua
  - (C02.3) Neoplàsia maligna: Els dos terços anteriors de la llengua, part no especificada
  - (C02.4) Neoplàsia maligna: Amígdala lingual
  - (C02.8) Neoplàsia maligna: Lesió contigua o sobreposada de la llengua
  - (C02.9) Neoplàsia maligna: Llengua, part no especificada
- (C03) Neoplàsia maligna de geniva
- (C04) Neoplàsia maligna de sòl de la boca
- (C05) Neoplàsia maligna de paladar
- (C06) Neoplàsia maligna d'altres parts de la boca i de parts de la boca no especificades
  - (C06.0) Neoplàsia maligna: Mucosa de la galta
  - (C06.1) Neoplàsia maligna: Vestíbul de la boca
  - (C06.2) Neoplàsia maligna: Àrea retromolar
  - (C06.8) Neoplàsia maligna: Lesió contigua o sobreposada d'altres parts de la boca i de parts de la boca no especificades
  - (C06.9) Neoplàsia maligna: Boca, part no especificada
- (C07) Neoplàsia maligna de glàndula paròtide
- (C08) Neoplàsia maligna d'altres glàndules salivals majors i de glàndules salivals majors no especificades
- (C09) Neoplàsia maligna d'amígdala
- (C10) Neoplàsia maligna d'orofaringe
- (C11) Neoplàsia maligna de rinofaringe
- (C12) Neoplàsia maligna de si piriforme
- (C13) Neoplàsia maligna d'hipofaringe
- (C14) Neoplàsia maligna d'altres localitzacions i de localitzacions mal definides de llavi, cavitat oral i faringe

### (C15-C26) Neoplàsies malignes d'òrgans digestius
- (C15) Neoplàsia maligna d'esòfag
- (C16) Neoplàsia maligna d'estómac
- (C17) Neoplàsia maligna d'intestí prim
- (C18) Neoplàsia maligna de còlon
- (C19) Neoplàsia maligna d'unió rectosigmoide
- (C20) Neoplàsia maligna de recte
- (C21) Neoplàsia maligna d'anus i conducte anal
- (C22) Neoplàsia maligna de fetge i conductes biliars intrahepàtics
- (C23) Neoplàsia maligna de vesícula biliar
- (C24) Neoplàsia maligna d'altres parts del tracte biliar i de parts del tracte biliar no especificades
  - (C24.0) Neoplàsia maligna: Conducte biliar extrahepàtic
  - (C24.1) Neoplàsia maligna: Ampul·la de Vater
  - (C24.8) Neoplàsia maligna: Lesió contigua o sobreposada de les vies biliars extrahepàtics
  - (C24.9) Neoplàsia maligna: Tracte biliar, part no especificada
- (C25) Neoplàsia maligna de pàncrees
- (C26) Neoplàsia maligna d'altres òrgans digestius i d'òrgans digestius mal definits
  - (C26.0) Neoplàsia maligna: Tracte intestinal, part no especificada
  - (C26.1) Neoplàsia maligna: Melsa
  - (C26.8) Neoplàsia maligna: Lesió contigua o sobreposada de l'aparell digestiu
  - (C26.9) Neoplàsia maligna: Localitzacions mal definides dins l'aparell digestiu

### (C30-C39) Neoplàsies malignes d'òrgans respiratoris i intratoràcics
- (C30) Neoplàsia maligna de fossa nasal i orella mitjana
- (C31) Neoplàsia maligna de sins accessoris
- (C32) Neoplàsia maligna de laringe
- (C33) Neoplàsia maligna de tràquea
- (C34) Neoplàsia maligna de bronqui i pulmó
- (C37) Neoplàsia maligna de tim
- (C38) Neoplàsia maligna de cor, mediastí i pleura
- (C39) Neoplàsia maligna d'altres localitzacions i de localitzacions mal definides de l'aparell respiratori i els òrgans intratoràcics
  - (C39.0) Neoplàsia maligna: Vies respiratòries altes, part no especificada
  - (C39.8) Neoplàsia maligna: Lesió contigua o sobreposada dels òrgans respiratoris i intratoràcics
  - (C39.9) Neoplàsia maligna: Localitzacions mal definides dins l'aparell respiratori

### (C40-C41) Neoplàsies malignes d'os i cartílag articular
- (C40) Neoplàsia maligna d'os i cartílag articular de les extremitats
- (C41) Neoplàsia maligna d'os i cartílag articular d'altres localitzacions i de localitzacions no especificades
  - (C41.0) Neoplàsia maligna: Ossos del crani i la cara
  - (C41.1) Neoplàsia maligna: Mandíbula
  - (C41.2) Neoplàsia maligna: Columna vertebral
  - (C41.3) Neoplàsia maligna: Costelles, estern i clavícula
  - (C41.4) Neoplàsia maligna: Ossos pelvians, sacre i còccix
  - (C41.8) Neoplàsia maligna: Lesió contigua o sobreposada de l'os i el cartílag articular

### (C43-C44) Melanoma i altres neoplàsies malignes de pell
- (C43) Melanoma maligne de pell
- (C44) Altres neoplàsies malignes de pell
  - (C44.0) Neoplàsia maligna: Pell del llavi
  - (C44.1) Neoplàsia maligna: Pell de la parpella, incloent les comissures palpebrals
  - (C44.2) Neoplàsia maligna: Pell de l'orella i el conducte auditiu extern

especificades
- - (C44.4) Neoplàsia maligna: Pell del cuir cabellut i el coll
  - (C44.5) Neoplàsia maligna: Pell del tronc
  - (C44.6) Neoplàsia maligna: Pell de l'extremitat superior, incloent l'espatlla
  - (C44.7) Neoplàsia maligna: Pell de l'extremitat inferior, incloent el maluc
  - (C44.8) Neoplàsia maligna: Lesió contigua o sobreposada de la pell

### (C45-C49) Neoplàsies malignes de teixits tous i mesotelials
- (C45) Mesotelioma
- (C46) Sarcoma de Kaposi
- (C47) Neoplàsia maligna de nervis perifèrics i sistema nerviós autònom
- (C48) Neoplàsia maligna de retroperitoneu i peritoneu
- (C49) Neoplàsia maligna d'altres teixits tous i teixits connectius
  - (C49.0) Neoplàsia maligna: Teixits tous i teixits connectius del cap, la cara i el coll
  - (C49.1) Neoplàsia maligna: Teixits tous i teixits connectius de l'extremitat superior, incloent l'espatlla
  - (C49.2) Neoplàsia maligna: Teixits tous i teixits connectius de l'extremitat inferior, incloent el maluc
  - (C49.3) Neoplàsia maligna: Teixits tous i teixits connectius del tòrax
  - (C49.4) Neoplàsia maligna: Teixits tous i teixits connectius de l'abdomen
  - (C49.5) Neoplàsia maligna: Teixits tous i teixits connectius de la pelvis
  - (C49.6) Neoplàsia maligna: Teixits tous i teixits connectius del tronc, part no especificada
  - (C49.8) Neoplàsia maligna: Lesió contigua o sobreposada dels teixits tous i els teixits connectius

### (C50) Neoplàsia maligna de mama
- (C50) Neoplàsia maligna de mama

### (C51-C58) Neoplàsies malignes d'òrgans genitals femenins
- (C51) Neoplàsia maligna de vulva
- (C52) Neoplàsia maligna de vagina
- (C53) Neoplàsia maligna de coll uterí
- (C54) Neoplàsia maligna de cos uterí
- (C55) Neoplàsia maligna d'úter, part no especificada
- (C56) Neoplàsia maligna d'ovari
- (C57) Neoplàsia maligna d'altres òrgans genitals femenins i d'òrgans genitals femenins no especificats
  - (C57.0) Neoplàsia maligna: Trompa de Fal·lopi
  - (C57.1) Neoplàsia maligna: Lligament ample
  - (C57.2) Neoplàsia maligna: Lligament rodó
  - (C57.3) Neoplàsia maligna: Parametri
  - (C57.4) Neoplàsia maligna: Annexos uterins no especificats
  - (C57.7) Neoplàsia maligna: Altres òrgans genitals femenins especificats
  - (C57.8) Neoplàsia maligna: Lesió contigua o sobreposada dels òrgans genitals
- (C58) Neoplàsia maligna de placenta

### (C60-C63) Neoplàsies malignes d'òrgans genitals masculins
- (C60) Neoplàsia maligna de penis
- (C61) Neoplàsia maligna de pròstata
- (C62) Neoplàsia maligna de testicle
- (C63) Neoplàsia maligna d'altres òrgans genitals masculins i d'òrgans genitals masculins no especificats
  - (C63.0) Neoplàsia maligna: Epidídim
  - (C63.1) Neoplàsia maligna: Cordó espermàtic
  - (C63.2) Neoplàsia maligna: Escrot
  - (C63.7) Neoplàsia maligna: Altres òrgans genitals masculins especificats
  - (C63.8) Neoplàsia maligna: Lesió contigua o sobreposada dels òrgans genitals masculins

### (C64-C68) Neoplàsies malignes d'òrgans urinaris
- (C64) Neoplàsia maligna de ronyó, excepte pelvis renal
- (C65) Neoplàsia maligna de pelvis renal
- (C66) Neoplàsia maligna d'urèter
- (C67) Neoplàsia maligna de bufeta urinària
- (C68) Neoplàsia maligna d'altres òrgans urinaris i d'òrgans urinaris no especificats
  - (C68.0) Neoplàsia maligna: Uretra
  - (C68.1) Neoplàsia maligna: Glàndula parauretral
  - (C68.8) Neoplàsia maligna: Lesió contigua o sobreposada dels òrgans urinaris

### (C69-C72) Neoplàsies malignes d'ull, encèfal i altres parts del sistema nerviós central
- (C69) Neoplàsia maligna d'ull i annexos oculars
- (C70) Neoplàsia maligna de meninge
- (C71) Neoplàsia maligna d'encèfal
- (C72) Neoplàsia maligna de medul·la espinal, nervis cranials i altres parts del sistema nerviós central

### (C73-C75) Neoplàsies malignes de tiroide i altres glàndules endocrines
- (C73) Neoplàsia maligna de glàndula tiroide
- (C74) Neoplàsia maligna de glàndula suprarenal
- (C75) Neoplàsia maligna d'altres glàndules endocrines i estructures relacionades
  - (C75.0) Neoplàsia maligna: Glàndula paratiroide
  - (C75.1) Neoplàsia maligna: Glàndula pituïtària
  - (C75.2) Neoplàsia maligna: Conducte craniofaringi
  - (C75.3) Neoplàsia maligna: Glàndula pineal
  - (C75.4) Neoplàsia maligna: Corpuscle carotidi
  - (C75.5) Neoplàsia maligna: Corpuscle aòrtic i altres paraganglis
  - (C75.8) Neoplàsia maligna: Afectació pluriglandular no especificada

### (C76-C80) Neoplàsies malignes de localitzacions mal definides, secundàries i no especificades
- (C76) Neoplàsia maligna d'altres localitzacions i de localitzacions mal definides
- (C77) Neoplàsia maligna secundària de ganglis limfàtics i neoplàsia maligna no especificada de ganglis limfàtics
- (C78) Neoplàsia maligna secundària d'òrgans respiratoris i digestius
- (C79) Neoplàsia maligna secundària d'altres localitzacions
- (C80) Neoplàsia maligna de localització no especificada

### (C81-C96) Neoplàsies malignes de teixit limfàtic i hematopoètic i teixits relacionats
- (C81) Malaltia de Hodgkin
- (C82) Limfoma no hodgkinià fol·licular [nodular]
- (C83) Limfoma no hodgkinià difús
- (C84) Limfoma T perifèric i limfoma cutani de limfòcits T
  - (C84.0) Micosi fungoide
  - (C84.1) Malaltia de Sézary
  - (C84.2) Limfoma de limfòcits T
  - (C84.3) Limfoma limfoepitelioide
  - (C84.4) Limfoma T perifèric
- (C85) Altres tipus de limfoma no hodgkinià i tipus de limfoma no hodgkinià no especificats
  - (C85.0) Limfosarcoma
  - (C85.1) Limfoma de limfòcits B no especificat
- (C88) Malalties immunoproliferatives malignes
  - (C88.0) Macroglobulinèmia de Waldenström
  - (C88.1) Malaltia de la cadena pesant alfa
  - (C88.2) Malaltia de la cadena pesant gamma
  - (C88.3) Malaltia immunoproliferativa de l'intestí prim
- (C90) Mieloma múltiple i neoplàsies de cèl·lules plasmàtiques malignes
  - (C90.0) Mieloma múltiple
  - (C90.1) Leucèmia de cèl·lules plasmàtiques
  - (C90.2) Plasmocitoma extramedul·lar
- (C91) Leucèmia limfoide
- (C92) Leucèmia mieloide
- (C93) Leucèmia monocítica
- (C94) Altres leucèmies amb especificació del tipus cel·lular
  - (C94.0) Eritrèmia i eritroleucèmia agudes
  - (C94.1) Eritrèmia crònica
  - (C94.2) Leucèmia aguda de megacarioblastos
  - (C94.3) Leucèmia de mastòcits
  - (C94.4) Panmielosi aguda
  - (C94.5) Mielofibrosi aguda
- (C95) Leucèmia sense especificació del tipus cel·lular
- (C96) Altres neoplàsies malignes de teixit limfàtic i hematopoètic i teixits relacionats, i neoplàsies malignes de teixit limfoide

### (C97) Neoplàsies malignes de localitzacions múltiples independents (primàries)
- (C97) Neoplàsies malignes de localitzacions múltiples independents (primàries)

## D00-D09 -Neoplàsies in situ
- (D00) Carcinoma in situ de cavitat oral, esòfag i estómac
- (D01) Carcinoma in situ d'altres òrgans digestius i d'òrgans digestius no especificats
- (D02) Carcinoma in situ d'orella mitjana i aparell respiratori
- (D03) Melanoma in situ
- (D04) Carcinoma in situ de pell
- (D05) Carcinoma in situ de mama
- (D06) Carcinoma in situ de coll uterí
- (D07) Carcinoma in situ d'altres òrgans genitals i d'òrgans genitals no especificats
  - (D07.0) Carcinoma in situ: Endometri
  - (D07.1) Carcinoma in situ: Vulva
  - (D07.2) Carcinoma in situ: Vagina

especificats
- - (D07.4) Carcinoma in situ: Penis
  - (D07.5) Carcinoma in situ: Pròstata

especificats
- (D09) Carcinoma in situ d'altres localitzacions i de localitzacions no especificades
  - (D09.0) Carcinoma in situ: Bufeta urinària
  - (D09.1) Carcinoma in situ: Altres òrgans urinaris i òrgans urinaris no especificats
  - (D09.2) Carcinoma in situ: Ull
  - (D09.3) Carcinoma in situ: Tiroide i altres glàndules endocrines

## D10-D36 - Neoplàsies benignes
- (D10) Neoplàsia benigna de boca i faringe
- (D11) Neoplàsia benigna de glàndules salivals majors
- (D12) Neoplàsia benigna de còlon, recte, anus i conducte anal
- (D13) Neoplàsia benigna d'altres parts de l'aparell digestiu i de parts de l'aparell digestiu mal definides
  - (D13.0) Neoplàsia benigna: Esòfag
  - (D13.1) Neoplàsia benigna: Estómac
  - (D13.2) Neoplàsia benigna: Duodè
  - (D13.3) Neoplàsia benigna: Altres parts de l'intestí prim i parts de l'intestí prim no especificades
  - (D13.4) Neoplàsia benigna: Fetge
  - (D13.5) Neoplàsia benigna: Conductes biliars extrahepàtics
  - (D13.6) Neoplàsia benigna: Pàncrees
  - (D13.7) Neoplàsia benigna: Pàncrees endocrí
- (D14) Neoplàsia benigna d'orella mitjana i aparell respiratori
- (D15) Neoplàsia benigna d'altres òrgans intratoràcics i d'òrgans intratoràcics no especificats
- (D16) Neoplàsia benigna d'os i cartílag articular
- (D17) Neoplàsia lipomatosa benigna
- (D18) Hemangioma i limfoangioma, qualsevol localització
- (D19) Neoplàsia benigna de teixit mesotelial
- (D20) Neoplàsia benigna de teixits tous del retroperitoneu i el peritoneu
- (D21) Altres neoplàsies benignes de teixit connectiu i altres teixits tous
  - (D21.0) Neoplàsia benigna: Teixit connectiu i altres teixits tous del cap, la cara i el coll
  - (D21.1) Neoplàsia benigna: Teixit connectiu i altres teixits tous de l'extremitat superior, incloent l'espatlla
  - (D21.2) Neoplàsia benigna: Teixit connectiu i altres teixits tous de l'extremitat inferior, incloent el maluc
  - (D21.3) Neoplàsia benigna: Teixit connectiu i altres teixits tous del tòrax
  - (D21.4) Neoplàsia benigna: Teixit connectiu i altres teixits tous de l'abdomen
  - (D21.5) Neoplàsia benigna: Teixit connectiu i altres teixits tous de la pelvis
  - (D21.6) Neoplàsia benigna: Teixit connectiu i altres teixits tous del tronc, part no especificada
- (D22) Nevus melanocítics
- (D23) Altres neoplàsies benignes de pell
  - (D23.0) Neoplàsia benigna: Pell del llavi
  - (D23.1) Neoplàsia benigna: Pell de la parpella, incloent les comissures palpebrals
  - (D23.2) Neoplàsia benigna: Pell de l'orella i el conducte auditiu extern
  - (D23.4) Neoplàsia benigna: Pell del cuir cabellut i el coll
  - (D23.5) Neoplàsia benigna: Pell del tronc
  - (D23.6) Neoplàsia benigna: Pell de l'extremitat superior, incloent l'espatlla
  - (D23.7) Neoplàsia benigna: Pell de l'extremitat inferior, incloent el maluc
  - (D23.9) Neoplàsia benigna: Pell no especificada
- (D24) Neoplàsia benigna de mama
- (D25) Liomioma uterí
- (D26) Altres neoplàsies benignes d'úter
- (D26) Altres neoplàsies benignes d'úter
  - (D26.0) Altres neoplàsies benignes: Coll uterí
  - (D26.1) Altres neoplàsies benignes: Cos uterí
  - (D26.7) Altres neoplàsies benignes: Altres parts de l'úter
- (D27) Neoplàsia benigna d'ovari
- (D28) Neoplàsia benigna d'altres òrgans genitals femenins i d'òrgans genitals femenins no especificats
  - (D28.0) Neoplàsia benigna: Vulva
  - (D28.1) Neoplàsia benigna: Vagina
  - (D28.2) Neoplàsia benigna: Trompes i lligaments uterins
- (D29) Neoplàsia benigna d'òrgans genitals masculins
- (D30) Neoplàsia benigna d'òrgans urinaris
- (D31) Neoplàsia benigna d'ull i annexos oculars
- (D32) Neoplàsia benigna de meninges
- (D33) Neoplàsia benigna d'encèfal i altres parts del sistema nerviós central
- (D34) Neoplàsia benigna de glàndula tiroide
- (D35) Neoplàsia benigna d'altres glàndules endocrines i de glàndules endocrines no especificades
  - (D35.0) Neoplàsia benigna: Glàndula suprarenal
  - (D35.1) Neoplàsia benigna: Glàndula paratiroide
  - (D35.2) Neoplàsia benigna: Glàndula pituïtària
  - (D35.3) Neoplàsia benigna: Conducte craniofaringi
  - (D35.4) Neoplàsia benigna: Glàndula pineal
  - (D35.5) Neoplàsia benigna: Corpuscle carotidi
  - (D35.6) Neoplàsia benigna: Corpuscle aòrtic i altres paraganglis
  - (D35.7) Neoplàsia benigna: Altres glàndules endocrines especificades
  - (D35.8) Neoplàsia benigna: Afectació pluriglandular
- (D36) Neoplàsia benigna d'altres localitzacions i de localitzacions no especificades
  - (D36.0) Neoplàsia benigna: Ganglis limfàtics
  - (D36.1) Neoplàsia benigna: Nervis perifèrics i sistema nerviós autònom

## D37-D48 - Neoplàsies de comportament incert o desconegut
- (D37) Neoplàsia de comportament incert o desconegut de cavitat oral i òrgans digestius
- (D38) Neoplàsia de comportament incert o desconegut d'orella mitjana i d'òrgans respiratoris i intratoràcics
- (D39) Neoplàsia de comportament incert o desconegut d'òrgans genitals femenins
- (D40) Neoplàsia de comportament incert o desconegut d'òrgans genitals masculins
- (D41) Neoplàsia de comportament incert o desconegut d'òrgans urinaris
- (D42) Neoplàsia de comportament incert o desconegut de meninges
- (D43) Neoplàsia de comportament incert o desconegut d'encèfal i sistema nerviós central
- (D44) Neoplàsia de comportament incert o desconegut de glàndules endocrines
- (D45) Policitèmia vera
- (D46) Síndromes mielodisplàstiques
- (D47) Altres neoplàsies de comportament incert o desconegut de teixit limfàtic i hematopoètic i teixits relacionats
  - (D47.0) Tumors d'histiòcits i mastòcits de comportament incert i desconegut
  - (D47.1) Malaltia mieloproliferativa crònica
  - (D47.2) Gammapatia monoclonal
  - (D47.3) Trombocitèmia hemorràgica (essencial)
- (D48) Neoplàsia de comportament incert o desconegut d'altres localitzacions i de localitzacions no especificades